# Fred Paterson
Frederick Woolnough Paterson, né le 13 juin 1897 à Gladstone dans le Queensland et mort le 7 octobre 1977 à Sydney, est un avocat et homme politique australien. Député au Parlement du Queensland de 1944 à 1950, il est le seul membre du Parti communiste à avoir siégé dans une assemblée législative australienne.

## Études, et débuts en politique
Il est le sixième de onze enfants. Son père, né en Écosse, gère un petit hôtel pensionnaire ; sa mère, née en Angleterre, est infirmière. Fred, excellent élève, obtient les meilleurs résultats de tout l'État du Queensland lors de ses examens de fin d'études primaires, et obtient une bourse au mérite pour ses études secondaires, puis pour étudier les langues et littératures anciennes à l'Université du Queensland. En janvier 1918 il interrompt ses études et s'engage dans les forces armées, pour partir au front de la Première Guerre mondiale. Il est posté en Angleterre, à l'entraînement, lorsque la guerre s'achève. Il reprend ses études à Brisbane, et s'implique en politique. Titulaire d'une bourse Rhodes, il part étudier la théologie à l'Université d'Oxford en 1920, avec pour ambition d'intégrer le clergé anglican. Il termine sa licence avec succès, mais refuse de payer les frais d'obtention du diplôme, qui ne lui est donc jamais remis,. Ses études de théologie l'ont par ailleurs amené à rejeter l'idée que la Bible est la transcription de la parole de Dieu, et à adopter une lecture matérialiste de l'histoire.
De retour en Australie, il rejoint simultanément le Parti travailliste et le Parti communiste en 1923. Il est brièvement enseignant, puis travaille sur une ferme porcine à partir de 1925. En 1924 il épouse Lucy Ethel Blackman ; le couple divorce sept ans plus tard, sans avoir eu d'enfant. En 1925 il aide à organiser une grande grève des cheminots dans le Queensland, qui est un succès : les baisses de salaire imposées aux employés sont annulées. Il commence également à travailler auprès de la Workers Education Association, donnant des leçons d'histoire de la classe ouvrière et d'économie marxiste lors d'assemblées syndicales. Cette même année toutefois, la branche du Queensland du Parti travailliste rejette explicitement le communisme. Paterson, qui espérait représenter le parti aux élections législatives de l'État, y concourt sans étiquette en 1926 et en 1929, sans succès. Il est néanmoins vice-maire et président du comité municipal des finances de Gladstone d'avril 1927 à novembre 1928. Durant l'exercice de ces fonctions, il soutient la grève des cheminots et des dockers,,.
Il entame des études de droit. En 1930 il est arrêté pour sédition pour un discours public intitulé « Le droit et la classe ouvrière ». Il est acquitté par le jury, et admis au barreau en mars 1931, devenant barrister (avocat plaidant). Il travaille tout d'abord à Brisbane dans des bureaux partagés avec l'association des Amis de l'Union soviétique, puis à Townsville. Ses premières années comme avocat sont difficiles et peu profitables sur le plan financier ; il défend pro bono des accusés pauvres, souvent des chômeurs arrêtés lors de manifestations. Il s'engage avec succès contre les politiques discriminatoires de l'importante industrie sucrière du Queensland, qui refuse d'employer des travailleurs issus de la communauté immigrée italienne. En mars 1932 il épouse Kathleen Claire, sténographe, dont il aura deux fils. À partir de mars 1937 il édite le North Queensland Guardian, journal communiste. Il est un conseiller municipal « actif et populaire » à Townsville de 1939 à 1944, sous l'étiquette du Parti communiste,,.

## Député
Le 15 avril 1944, il est élu député de la circonscription de Bowen au Parlement du Queensland. Il est la première personne en Australie à être élu député sous l'étiquette communiste. Bon orateur, il est un député « calme et courtois ». Il est réélu en 1947. En 1948 éclate une nouvelle grève des cheminots dans le Queensland. Paterson aide les manifestants à organiser des piquets de grève. Le Premier ministre travailliste du Queensland, Ned Hanlon, introduit une loi qu'il surnomme lui-même « loi Paterson », pour permettre à la police de briser les piquets de grève. Paterson, en tant qu'avocat, défend plusieurs grévistes arrêtés. Le 17 mars, il est en route à pied pour le tribunal lorsqu'il voit des policiers frappant des manifestants. Il sort un calepin, prend des notes, et demande aux forces de l'ordre de cesser leurs attaques. Un policier l'assomme d'un coup de gourdin. Hospitalisé, il est absent du Parlement pendant trois mois,. Sa version des faits est corroborée par des journalistes présents sur les lieux, mais aucun policier n'est arrêté pour cette agression.
Les élections de 1950 se déroulent dans un climat d'anticommunisme croissant. Le nouveau gouvernement conservateur fédéral de Robert Menzies promet d'interdire le Parti communiste. Au Queensland, un redécoupage électoral abolit la circonscription de Bowen et divise l'électorat communiste de Paterson entre plusieurs circonscriptions, où il se retrouve minoritaire. Contraint de se présenter dans la circonscription de Whitsunday, il est battu,.
Il reprend son travail d'avocat. Il représente notamment le Parti communiste qui conteste avec succès devant la Haute Cour la constitutionnalité de la loi d'interdiction du parti en 1950. Il représente également, en 1961, deux Aborigènes maltraités par la station missionnaire sur laquelle ils sont confinés ; le Parti communiste avait longtemps été le seul parti à défendre les droits des Aborigènes,.
Il meurt en octobre 1977. En 1996, la Australian Broadcasting Corporation lui consacre un documentaire télévisé : The Legend of Fred Paterson.

## Lire aussi
- (en) Ross Fitzgerald, The People's Champion, Fred Paterson, University of Queensland Press, 1997,  (ISBN 0-7022-2959-8)